# Der Spiegel

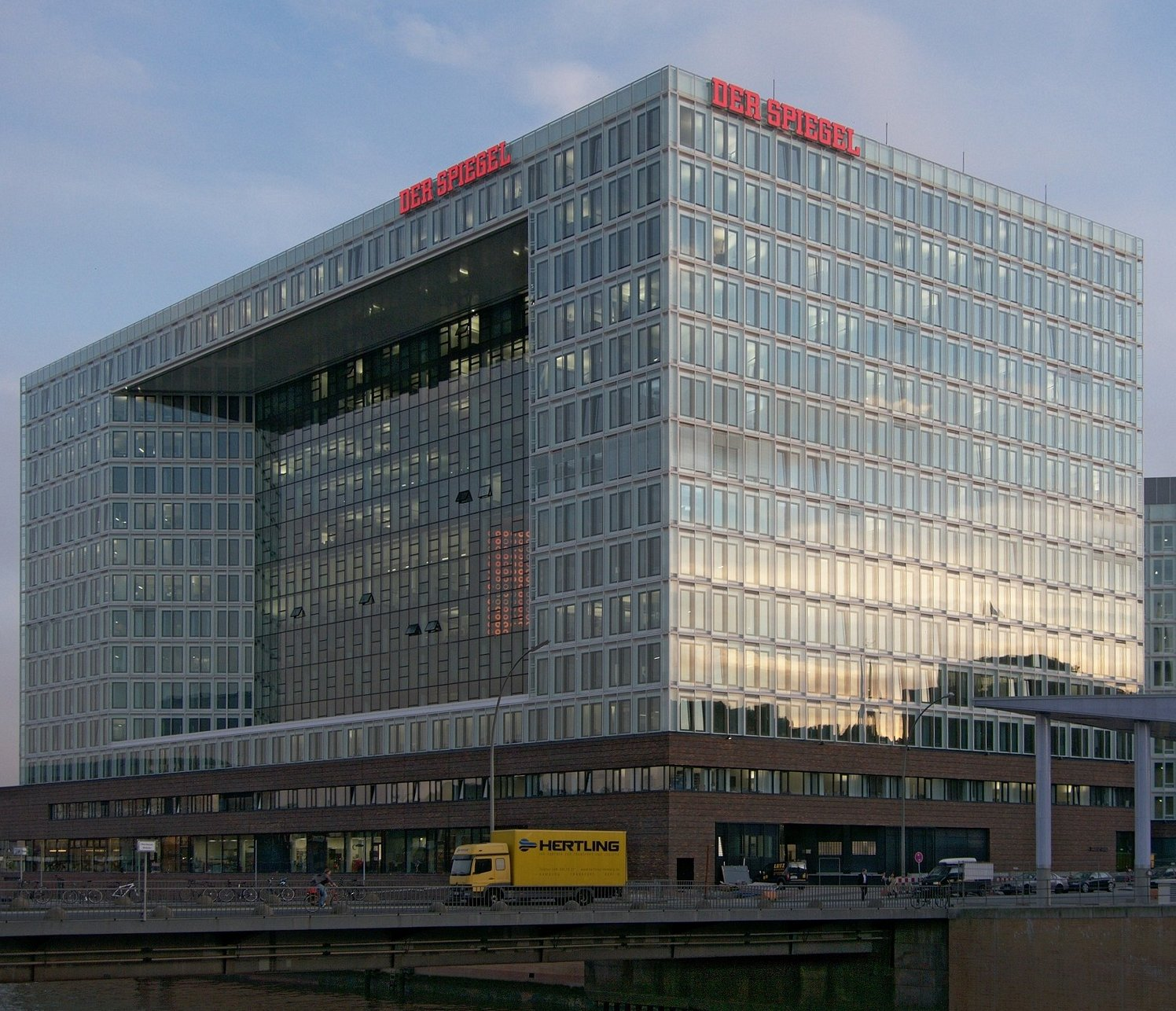
La sede di Der Spiegel ad Amburgo

Der Spiegel /deɐ̯ ˈʃpiːɡəl/ (in italiano Lo Specchio) è la rivista settimanale tedesca con la maggior tiratura in Germania. Viene pubblicata ad Amburgo con una media di un milione di copie alla settimana. Uscì per la prima volta ad Hannover il 4 gennaio 1947.
Il settimanale Der Spiegel è conosciuto in Germania principalmente per il suo stile, detto giornalismo investigativo. La rivista ha svolto un ruolo chiave nella scoperta di numerosi scandali politici come lo "Scandalo Spiegel" nel 1962 e l'Affare Flick negli anni ottanta. Secondo The Economist, Der Spiegel è una delle riviste europee più influenti.

## Storia

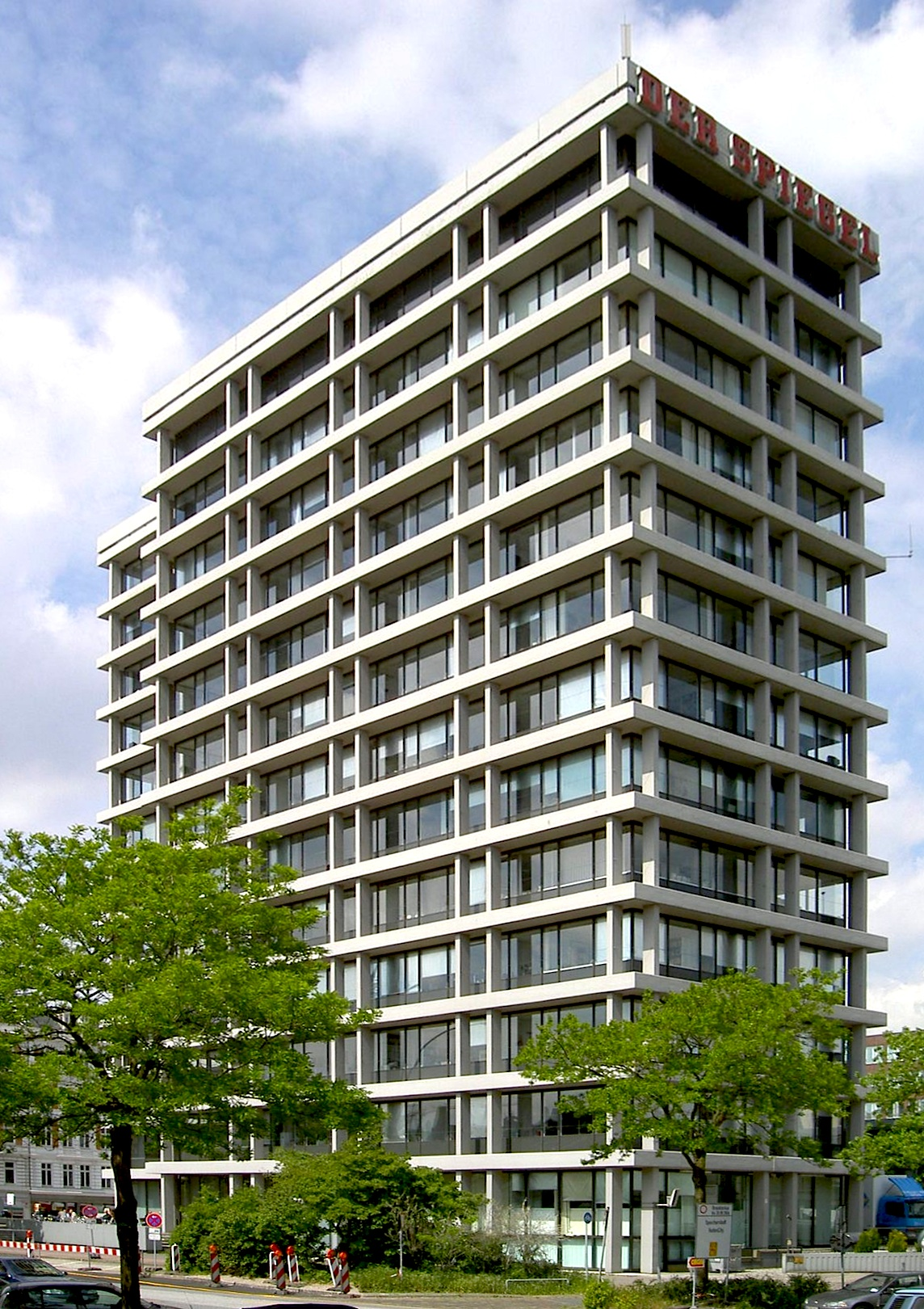
La vecchia sede di Der Spiegel, Amburgo

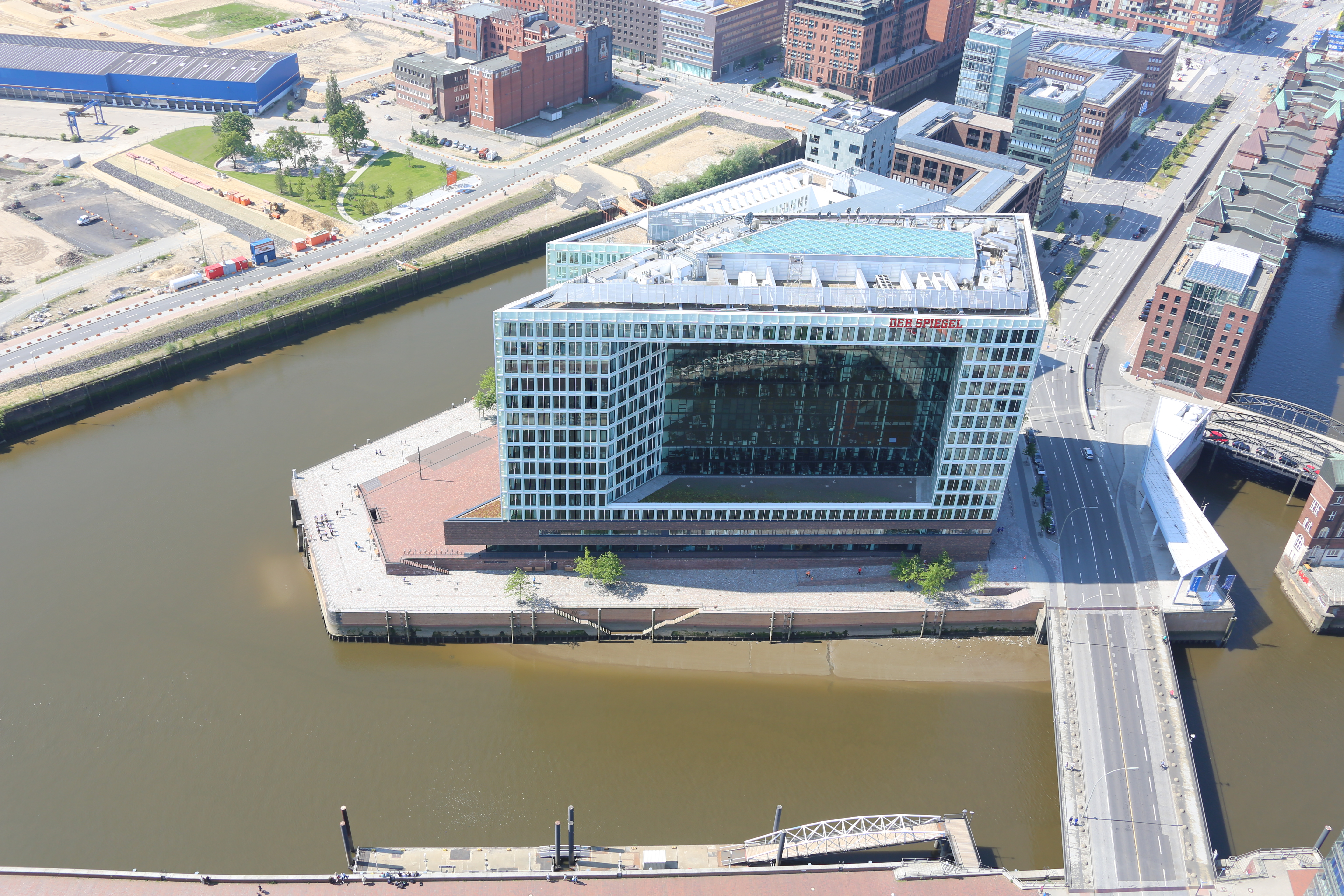
La nuova sede di Der Spiegel a partire dal 2011, Amburgo

La rivista venne fondata nel 1947 dall'ufficiale britannico John Seymour Chaloner, e da Rudolf Augstein, ex operatore radio della Wehrmacht. La prima edizione di Der Spiegel uscì a Hannover sabato 4 gennaio 1947. Inizialmente la rivista era "sponsorizzata" dalle forze di occupazione britanniche, ma dopo vari disaccordi con gli inglesi la guida della rivista passò a Rudolf Augstein, che detenne la carica di direttore dal gennaio 1947 al 7 novembre 2002, data della sua morte.
Dopo il 1950 la rivista divenne proprietà di Rudolf Augstein e John Jahr; nel 1965 Jahr divise la sua quota con Richard Gruner dando vita alla casa editrice Gruner + Jahr. Nel 1969 Augstein acquistò le quote detenute dalla Gruner + Jahr per 42 milioni di marchi diventando l'unico proprietario di Der Spiegel. Nel 1971 la Gruner + Jahr riacquistò il 25% del giornale. Nel 1974 Augstein ristrutturò l'azienda dando la possibilità agli impiegati con più di tre anni di anzianità nel giornale di diventare azionisti, partecipando quindi alla direzione della compagnia e agli utili della stessa.
Dal 1952 Der Spiegel stabilì la propria redazione nello storica sede del giornale nella parte vecchia di Amburgo. Nel 2011 la redazione si trasferì nei nuovi uffici. La circolazione della rivista crebbe in maniera veloce. Dalle iniziali 15.000 copie del 1947 si passò alle 65.000 del 1948 e alle 437.000 del 1961. Nel 1962 il giornale stampava circa 500.000 copie. Negli anni Settanta la tiratura arrivò a circa 900.000 copie. A seguito della riunificazione della Germania nel 1990, Der Spiegel si diffuse anche nella ex Repubblica Democratica Tedesca e la tiratura oltrepassò il milione di copie.
Il successo dello Spiegel si basa su due fattori principali: le numerose inchieste fatte nel corso degli anni ottanta e che grazie a vari scoop portarono all'attenzione del pubblico diversi scandali; secondariamente la potenza economica della casa editrice. Sin dal 1988 essa produce il programma televisivo Spiegel TV.
Nel 1994 fu lanciato il sito web Spiegel Online. Il sito ha uno staff di giornalisti separato da quello della rivista. Nel 1999 la tiratura di Der Spiegel raggiunse 1.061.000 copie.

## Direttori
Caporedattori storici:
- 1962-1968: Claus Jacobi
- 1968-1973: Günter Gaus
- 1973-1986: Erich Böhme e Johannes K. Engel
- 1986-1989: Erich Böhme e Werner Funk
- 1989-1994: Hans Werner Kilz e Wolfgang Kaden
- 1994-2008: Stefan Aust
- 2008-2011: Mathias Müller von Blumencron e Georg Mascolo
- 2011-presente: Georg Mascolo

## Collaboratori
Dal 1969, per trent'anni, il giornalista italiano Tiziano Terzani è stato corrispondente estero in Asia per il settimanale tedesco. Durante la sua collaborazione ha documentato la guerra in Vietnam, la rivoluzione dei khmer rossi in Cambogia, la Cina ed il Putsch di Mosca in Unione Sovietica.

## Controversie
Una delle critiche più frequenti che sono state mosse a Der Spiegel riguarda l'uso del linguaggio. Nel 1957 lo scrittore Hans Magnus Enzensberger pubblicò il saggio Die Sprache des Spiegels ("Il linguaggio dello Spiegel"), in cui criticava aspramente quello che egli definiva la "pretesa obiettività" del giornale. Wolf Schneider, eminente giornalista, definì Der Spiegel "il maggior distruttore della lingua tedesca" e utilizzò citazioni da articoli della rivista come esempio di tedesco scorretto nei suoi manuali di stile. Le critiche non erano tanto sul lato lessicale, ma sulla maniera in cui Der Spiegel argomentava le proprie affermazioni "nascondendo e distorcendo i fatti a proprio vantaggio manipolando la semantica e la retorica, piuttosto che supportando le tesi con fonti e analisi approfondite".
Alcuni critici, in particolare lo storico Lutz Hachmeister e Otto Köhler, biografo di Augstein ed ex autore di Der Spiegel, protestarono contro la collaborazione della rivista con ex nazisti, anche membri delle famigerate SS. Notoriamente Der Spiegel, che in alcuni casi non esitò a svelare il passato nazista di uomini pubblici, non si fece scrupoli quando alcuni criminali nazisti scrissero per il giornale articoli storici sul Terzo Reich. I resoconti scritti dell'incendio del Reichstag a opera dell'ex ufficiale delle SS Paul Carell (che era stato anche portavoce del ministro degli esteri del Reich Joachim von Ribbentrop) e di Fritz Tobias, sono considerati testi autorevoli e influenti nella storiografia del periodo, confermati dallo storico Hans Mommsen.
Negli anni ottanta un articolo della rivista sulla diffusione dell'AIDS è stato in parte criticato come "inappropriato". La sessuologa Volkmar Sigusch definì questo tipo di giornalismo "scioccante" e un "fallimento di quella stampa che una volta si definiva liberale". Altri hanno accusato Der Spiegel di diffondere il panico e, dalle dichiarazioni editoriali, di trasmettere il falso messaggio "che solo i bambini e gli omosessuali stanno morendo di AIDS", senza nessun rispetto per malati e infetti. Tuttavia nel 1987 Der Spiegel ha ricevuto una menzione speciale di encomio e un premio dalla Fondazione AIDS tedesca, premio che viene assegnato per il lavoro svolto nell'informazione e nella prevenzione circa l'HIV/AIDS, contribuendo così alla solidarietà con le popolazioni colpite.
Il 22 dicembre 2006 Der Spiegel pubblicò un articolo di copertina a firma Matthias Schulz dal titolo Das Testament des Pharao ("Il testamento del faraone") in cui veniva esposta la presunta tesi dell'egittologo tedesco Jan Assmann che affermava, tra le altre cose, come gli ebrei avessero "rubato" l'idea del monoteismo dal faraone Akhenaton e dal suo culto adoratore del dio Aton. Assmann protestò vivamente smentendo il tutto in una lettera aperta alla redazione dello Spiegel, e successivamente in un'intervista a Die Welt, protestando "nella maniera più assoluta contro l'uso del suo nome nell'articolo incriminato, descritto come una immangiabile zuppa antisemita". Il pedagogo ebreo Micha Brumlik espresse la sua indignazione circa l'articolo antisemita di Der Spiegel in Jewish General del 4 gennaio 2007.
Der Spiegel è stato accusato più volte di antitalianismo. Nel 1977, durante gli anni di piombo, sulla copertina del giornale apparve un'immagine raffigurante una rivoltella sopra un piatto di spaghetti e la scritta Urlaubsland Italien – Entführung, Erpressung, Straßenraub ("Vacanze in Italia – sequestro di persona, estorsione, rapina a mano armata"). Nel 2006, prima della partita Italia-Germania della semifinale dei Mondiali di Calcio, Der Spiegel offese pesantemente gli italiani definendoli parassiti, mammoni e viscidi. Nel 2011, mentre l'Italia era governata da Silvio Berlusconi, la rivista pubblicò un numero con la copertina che raffigurava Berlusconi su una gondola sopra la Penisola italiana con a fianco due escort.
Nel 2012, dopo il naufragio della Costa Concordia, un articolo del giornalista Jan Fleischhauer sosteneva che la fuga di Schettino non doveva meravigliare, essendo il capitano italiano, e proseguiva asserendo che un tedesco o un inglese non avrebbe mai messo in atto un comportamento simile . L'articolo sulla Costa Concordia è stato criticato dai quotidiani italiani La Repubblica, Libero e Il Giornale. Alessandro Sallusti, il direttore di quest'ultimo, rispose all'offesa pubblicando un articolo in cui insultava i tedeschi parlando di Auschwitz. Michele Valensise, l'ambasciatore italiano a Berlino, protestò inviando alla redazione di Der Spiegel una lettera in cui accusava il settimanale di aver dato la colpa del naufragio a tutti gli italiani. Beppe Grillo criticò Der Spiegel nel suo blog definendolo un settimanale che disonora il suo stesso popolo.
L'edizione speciale di Der Spiegel del 25 marzo 2008 sull'Islam è stata vietata in Egitto su indicazione delle autorità per vilipendio della religione islamica e del profeta Maometto.

## Linea politica-editoriale
Tendenzialmente orientato, dal punto di vista politico, verso il centro-sinistra, Der Spiegel non ha tuttavia risparmiato critiche a nessuno schieramento politico europeo e non solo. Infatti il settimanale vuole "scandalizzare", proponendo quasi sempre copertine ironiche o molto pungenti, con solo due articoli presentati, di cui uno è la storia/inchiesta di copertina.